# Donald R. Heath

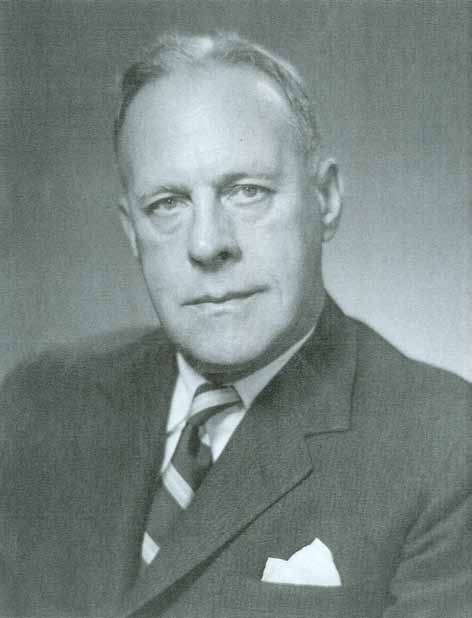
Donald Read Heath, 1950

Donald Read Heath (* 12. August 1894 in Topeka, Kansas; † 15. Oktober 1981 in Orinda, Kalifornien) war ein US-amerikanischer Journalist und Diplomat.

## Leben
Heath wurde in Topeka geboren. Seine akademische Ausbildung absolvierte er am Washburn College. Ebenso studierte er ein Semester in Montpellier. Von 1917 bis 1919 diente er in der US Army.
Nach einer kurzen Zeit als Zeitungskorrespondent beim Weißen Haus trat Heath 1920 in den Dienst des US-Außenministeriums. Er hatte mehrere Konsularposten in Europa inne. Nach dem Zweiten Weltkrieg war Heath Direktor für politische Angelegenheiten der US-amerikanischen Besatzungsbehörden. Von 1947 bis 1950 war er Botschafter der Vereinigten Staaten in Bulgarien, bis er dort zur Persona non grata erklärt wurde, was den Abbruch der diplomatischen Beziehungen zwischen beiden Staaten nach sich zog.
In den 1950er-Jahren war Heath Botschafter in Indochina und setzte sich für ein verstärktes Engagement der USA in der Region ein.
Ab 1955 wurde Heath als Botschafter im arabischen Raum eingesetzt. So war er Botschafter im Libanon, dem Königreich Jemen und Saudi-Arabien. Heath schied 1961 aus dem diplomatischen Dienst aus. Nach seiner Pensionierung arbeitete er als Hochschullehrer an der University of California in Los Angeles.